# Stauracanthus boivinii
Stauracanthus boivinii é uma espécie de planta com flor pertencente à família Fabaceae. 
A autoridade científica da espécie é (Webb) Samp., tendo sido publicada em Terc. Apend. Lista Espec. Herb. Portug. 8 (1914).

## Portugal
Trata-se de uma espécie presente no território português, nomeadamente em Portugal Continental.
Em termos de naturalidade é nativa da região atrás indicada.

## Protecção
Não se encontra protegida por legislação portuguesa ou da Comunidade Europeia.